# Alfonso Clavijo González
Alfonso Clavijo González es un político colombiano; fue senador de Colombia elegido para el periodo 2006-2010.

## Proyectos
Entre otras intervenciones en el senado se encuentra la efectuada el 12 de junio de 2006, contra las penas perpetuas y la relativa a la incumbencia exclusiva de los médicos especializados en cirugía plástica. La defensa de los gastos reservados de la fuerza pública y la contratación directa de la fuerza pública solo en materia de  Seguridad Nacional